# Xerochrysum papillosum
Xerochrysum papillosum, cuyo nombre vulgar es siempreverde de Santa María (St Mary's everlasting) o siempreverde blanca (white everlasting) es una especie herbácea arbustiva perteneciente a la familia Asteraceae, nativa del SE de Victoria (Australia) y de Tasmania.

## Taxonomía
X. papillosum recibió diferentes nombres científicos (Xeranthemum papillosum, Helichrysum papillosum, Gnaphalium papillosum y Bracteantha papillosa) antes de asignársele su nombre binario actual a partir de 2001.

## Descripción
Se trata de una especie perenne, que alcanza entre 15 cm y 1 m de altura, y un diámetro de medidas similares. Generalmente presenta un eje caulinar simple o poco ramificado. Las hojas son lanceoladas a elípticas de 5 a 15 cm de largo y 0,5 a 2 cm de ancho. Las inflorescencias son capítulos de 2 a 5 cm de diámetro, asentados sobre pedúnculos largos. Las brácteas de los capítulos son papiráceas; las más externas son de color amarillento-verdoso, eventualmente con puntas rosadas, mientras que las internas son blancas, a veces con tintes rosados. Es difícil su distinción de las formas blancas de Xerochrysum bracteatum. Su floración tiene lugar a fines de la primavera y principios del verano.

## Ecofisiología
X. papillosum es una planta tolerante a la sequía y se adapta a zonas ventosas.
Vegeta bien en suelos fértiles y bien drenados, e incluso en suelos de textura arenosa y pobres en nutrientes, pero no tolera suelos con alta dotación de fósforo o suelos pobremente drenados.
En un estudio sobre el grado de atracción generada en Bombus terrestris (abejorro común) por flores de diferentes especies nativas o introducidas en territorio australiano, X. papillosum se ubicó entre las especies preferidas por el insecto, junto con X. bracteatum.

## Prácticas culturales y vida útil
X. papillosum se propaga por semilla la cual, sembrada superficialmente, germina en 2-4 semanas. También se la puede propagar asexualmente por estacas.
Si se requiere, es capaz de tolerar podas agresivas después de la floración. Como planta de jardín, presenta una vida útil de 2-5 años.